# 890 Waltraut
890 Waltraut eller 1918 DK är en asteroid i huvudbältet, som upptäcktes 11 mars 1918 av den tyske astronomen Max Wolf i Heidelberg. Den är uppkallad efter en av karaktärerna i operan Ragnarök.
Asteroiden har en diameter på ungefär 28 kilometer och den tillhör asteroidgruppen Eos.